# Национален музей на средновековното изкуство (Албания)
Националният музей на средновековното изкуство (на албански: Muzeu Kombëtar i Artit Mesjetar) е национален музей, посветен на средновековното изкуство и история в град Корча, Албания. Музеят се намира на булевард „Фан Ноли“ в югоизточната част на град Корча. Създадена е на 24 април 1980 г., а сградата е реконструирана на 4 октомври 2016 г. със съдействието на градската община и гръцкия държавен фонд.
В музея има над 7000 предмета на изкуството и културата, главно икони, каменни, дървени, метални и текстилни произведения, представляващи различни моменти в иконописното развитие на Албания. В главната зала има много творби от анонимни художници от XIII – XIV век и известни такива, включително Онуфрий Аргитис, Онуфер Киприоти, Тачер Костандини, Йеромак Шпатараку, Давид Селеница и брат Зограф.